# Juanma Agulles
 (septembre 2018).
Si vous disposez d'ouvrages ou d'articles de référence ou si vous connaissez des sites web de qualité traitant du thème abordé ici, merci de compléter l'article en donnant les références utiles à sa vérifiabilité et en les liant à la section « Notes et références ».
Juan Manuel Agulles Martos, plus connu comme Juanma Agulles, né en 1977 à Alicante, est un sociologue espagnol proche des courants anti-industriels.

## Biographie
Juanma Agulles travaille comme ouvrier du bâtiment pour financer ses études de sociologie. Il réalise une thèse de doctorat sur les occupations et les coopératives d'habitations à Buenos Aires (Ciudad, democracia y movimientos sociales: el Movimiento de Ocupantes e Inquilinos (MOI) de Buenos Aires).
En 2008, il publie Non legor, non legar (literatura y subversión), recueil d'articles parus initialement dans la revue Cuadernos del Tábano.
En 2010, Juanma Agulles publie Sociología, estatismo y dominación social où il critique les techniques sociologiques qui ne sont que des outils au service du contrôle social et du pouvoir.
En 2014, il publie Los límites de la conciencia. Ensayos contra la sociedad tecnológica dont le titre fait référence au livre de Günther Anders Au-delà des limites de la conscience.
Agulles participe également au livre collectif 15M: obedecer bajo la forma de rebelión ("15M : Obéir sous la forme de la rébellion") qui critique le mouvement 15-M considéré par les auteurs comme un mouvement de défense de certains privilèges au lieu d'une attaque au modèle qui les produit. S'attaquer à ce modèle impliquerait la perte des privilèges et autres bénéfices qu'offre la société industrielle. Selon les auteurs, les "indignés" ne demandent pas une révolution mais plutôt un retour à la bulle qui précéda la crise.
En 2014, Agulles critique le parti Podemos dans un article publié dans la revue Hincapié ("¿ Otra vuelta de tuerka ?").
Il fait partie du collectif anti-industriel et de pensée critique Cul de sac.

## Bibliographie

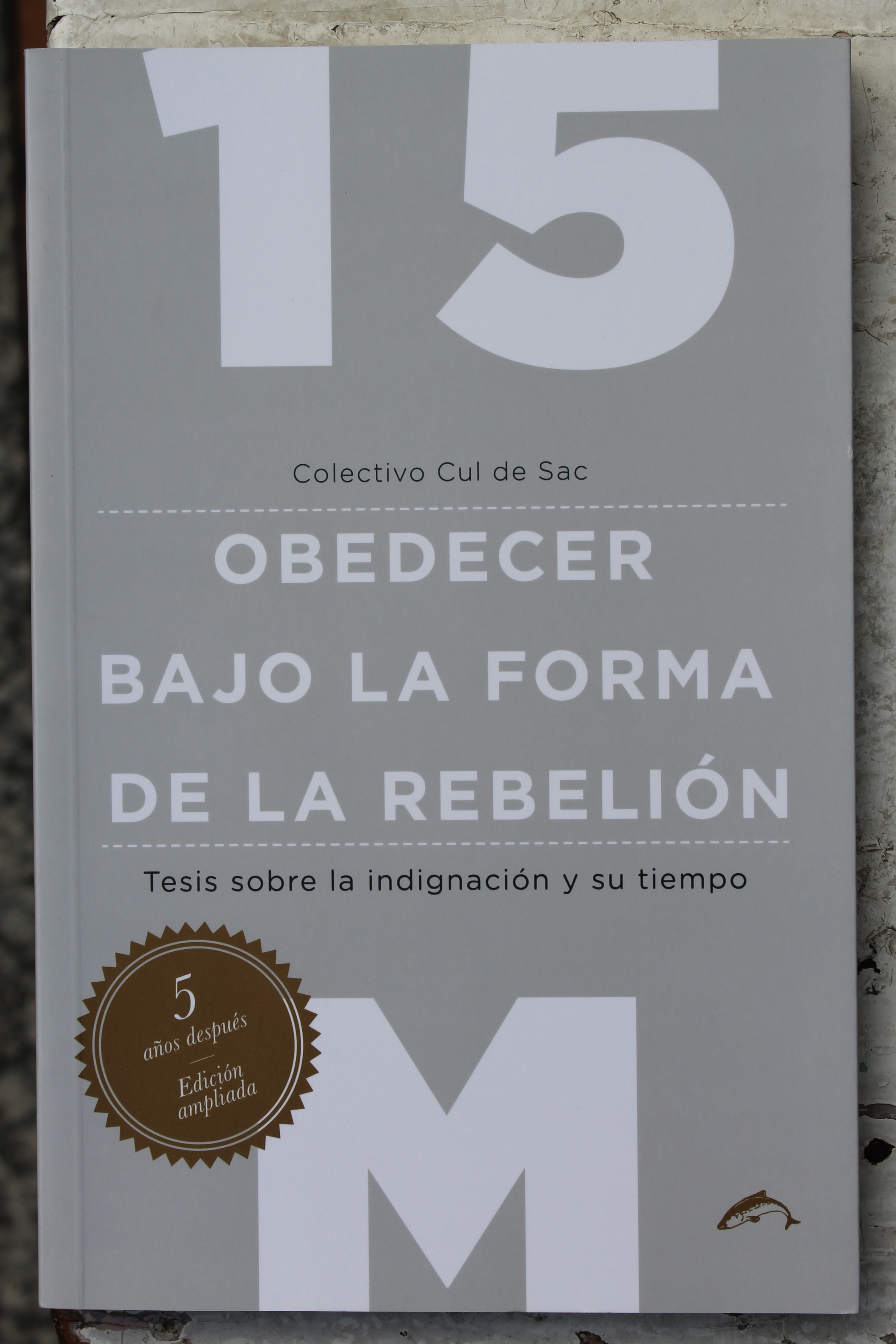
15M. Obedecer bajo la forma de la rebelión par le collectif Cul de sac.

### Collectif
- Colectivo Cul de Sac, 15M. Obedecer bajo la forma de la rebelión. Tesis sobre la indignación y su tiempo, Ediciones el Salmón, 2012. Nouvelle édition augmentée en 2016.

### Traduction
- David Watson, En el camino a ninguna parte. Civilización, tecnología y barbarie, Ediciones El Salmón, 2018